# Zurab Tsereteli
Zurab Konstantines dze Tsereteli (georgiska: ზურაბ კონსტანტინეს ძე წერეთელი, ryska: Зураб Константинович Церетели), född 4 januari 1934 i Tbilisi, död 22 april 2025 i Moskva, var en georgisk-rysk skulptör, målare och arkitekt. Han är känd för sina monumentala och ibland omstridda skulpturer. Till hans mest kända verk hör Peter den store-statyn i Moskva (1997), Columbusstatyn i Arecibo, Puerto Rico (1991–2016), To the Struggle Against World Terrorism (2006) i Bayonne, New Jersey och Tbilisis frihetsmonument (2006). Han var ordförande för Ryska konstakademien och chef för Moskvas museum för modern konst.

## Utmärkelser
- Sovjetunionens statliga pris,  1970
- Leninpriset,  1976
- Folkets konstnär i Sovjetunionen,  1980
- Folkens vänskapsorden,  1980
- Sovjetunionens statliga pris,  1982
- Leninorden,  1990
- Socialistiska arbetets hjälte,  1990
- Folkets konstnär i Ryska federationen,  1994
- Ryska fäderneslandets förtjänstorden av 3:e graden,  1996
- State Prize of the Russian Federation in Literature and the Arts,  21 juni 1996
- Astanamedaljen,  1998
- Gabriela Mistrals lärarmeritorden,  2002
- Orden till Achmat Kadyrovs minne,  2005
- Officer av Arts et Lettres-orden,  2005
- Ryska fäderneslandets förtjänstorden av andra graden,  2006
- Bernardo O'Higgins-orden,  2007
- Ryska fäderneslandets förtjänstorden av första graden,  2010
- Riddare av Hederslegionen,  2010
- Ryska fäderneslandets förtjänstorden av 4:e graden,  2014
- Dostluqorden,  2019
- Serbiens flaggorden
- Ryska federationens presidentiella tacksamhetscertifikat
- Civilmeritens orden
- Arts et Lettres-orden
- Ryska federationens presidents hederscertifikat
- Медаль «Во cлаву Осетии»
- Vänskapsnyckelns orden
- Georgiens hedersorden
- Utmärkelse "För tjänster mot Moskva"

[Redigera Wikidata]